# Corpus Hermeticum

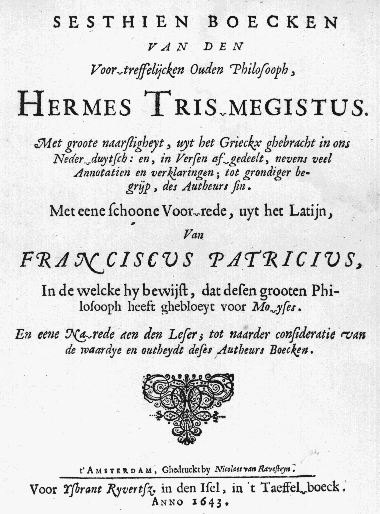
En utgåva av Corpus Hermeticum i nederländsk översättning från 1643.

Corpus Hermeticum är den mest berömda samlingen hermetiska texter, och består av en samling på 17 filosofiska traktater skrivna i dialogform med Hermes Trismegistos, Thoth och Asklepios som dramatis personae. Säkert är att de skrevs i Egypten, på grekiska, under de första århundradena av vår tideräkning, och att de är influerade av nyplatonska och gnostiska idéer. I vilken utsträckning de är influerade av äldre egyptiska tankar är ytterst osäkert.
Corpus Hermeticum blev, som så många andra antika texter, samlad till sin nuvarande form under medeltiden i det bysantinska riket, enligt vissa av Michael Psellos den yngre. Till Västeuropa nådde textsamlingen på 1400-talet, när den lärde italienske nyplatonikern Marsilio Ficino gjorde en latinsk översättning. Under de följande två århundradena skulle Corpus Hermeticum komma att utöva ett enormt inflytande på den europeiska renässansen. Främst därför att man ansåg att Corpus Hermeticum innehöll, efter Bibeln, mänsklighetens äldsta visdom, den s.k. prisca sapientia, och att texterna skulle dateras till Mose tid. På 1600-talet visade Isaac Casaubon genom textkritiska metoder att Corpus Hermeticum troligen härrörde sig från tiden efter Jesu födelse. Intresset falnade så småningom bland de lärde, och Corpus Hermeticum föll mer och mer ner i glömskans mörker.